# Ostatnie piętro
Ostatnie piętro – polski dramat psychologiczny z 2012 roku w reżyserii Tadeusza Króla.
Głównym bohaterem jest kapitan Derczyński, który prowadzi pozornie szczęśliwe życie.